# Musée de l'Holocauste de Guatemala
Le musée de l'Holocauste (en espagnol, Museo del Holocausto Guatemala) est un musée situé à Guatemala ouvert en 2016 et consacré à l'histoire de la Shoah. 

## Histoire
Le musée est fondé sous les auspices de l'association Yahad In-Unum en 2016 pour préserver la mémoire de la Shoah. Le musée propose des programmes pour connaître la période concernée. Il est le seul musée de l'Holocauste en Amérique centrale.

## Missions
Le musée vise à éduquer les nouvelles générations sur le génocide perpétré contre les Juifs, les exécutions de masse et les persécutions contre les Roms, ainsi que d'autres victimes de la Seconde Guerre mondiale.

## Expositions temporaires
Il y accueille en 2016 une exposition temporaire sur la Shoah par balles perpétré par les einsatzgruppen. L'exposition est présentée par l'organisation de Yahad-In Unum.